# Zygina discolor
Zygina discolor är en insektsart som beskrevs av Géza Horváth 1897. Zygina discolor ingår i släktet Zygina och familjen dvärgstritar. Inga underarter finns listade i Catalogue of Life.